# Nicola Francesco Haym
Nicola Francesco Haym, né le 6 juillet 1678 à Rome et mort le 31 juillet 1729 à Londres, est un violoncelliste, librettiste, compositeur de musique baroque, gestionnaire de théâtre et numismate.
Italien d'origine allemande, il s'installe et finit ses jours en Angleterre. Il est connu pour sa riche collaboration avec Giovanni Bononcini et Georg Friedrich Haendel.

## Biographie
Sa carrière commence en Italie en tant que violoncelliste. Il arrive à Londres en 1701 avec le violoniste Nicola Cosimi. Il devient rapidement le maître de l'orchestre de chambre du second duc de Bedford. Il écrit le livret de Camilla pour Giovanni Bononcini, œuvre d'une grande richesse qui connaît un grand succès et qui participe à implanter les opéras en italien à Londres. Plus tard, quand les opéras en italien sont intégralement écrits en italien, et non plus dans un mélange des deux langues (anglais et italien), il passe plus de temps à adapter les livrets et la musique pour les nombreux pasticcio qui sont joués à cette époque.
En 1720, il est employé comme joueur de basse continue au violoncelle pour la Royal Academy of Music. En 1722, il devient le secrétaire de l'académie pour ses six saisons finales. Il écrit les livrets tout en endossant le rôle de gestionnaire de scène. Avant sa mort en 1729, il prévoit d'aider Haendel et Heidegger à constituer une nouvelle académie après la cessation d'activités de la première.
Il laisse des compositions de musique de chambre, dont 6 Sonates da camera et des sonates pour violoncelle et basse continue.
Haym est également un spécialiste de numismatique. Son livre Del tesoro britannico parte prima, écrit en 1719-1720, est le premier travail effectué sur les pièces de monnaie anciennes en Angleterre.
Haym donna aussi (en italien) à Londres, 1726, in-8°, un traité des livres rares en langue italienne : cet ouvrage intitulé Notizia de’ libri rari nella lingua italiana, renferme environ trois mille articles classés par ordre de matières, avec une table alphabétique des noms d’auteurs, qui facilite les recherches. L’édition la plus ample, sous le titre de Biblioteca italiana, est celle de Milan, 1771, 2 vol. in-4°.

## Œuvres
Les dates correspondent à la première représentation.
- Livrets mis en musique par Giovanni Bononcini
  - Calpurnia (18 avril 1724)
  - Astianatte (6 mai 1727)

- Livrets mis en musique par Georg Friedrich Haendel :
  - Ottone, re di Germania (10 janvier 1723)
  - Flavio, re di Longobardi (14 mai 1723)
  - Giulio Cesare in Egitto (20 février 1724)
  - Tamerlano (31 octobre 1724)
  - Rodelinda, regina de' Longobardi (13 février 1725)

## Sources
- Lowell Lindgren, « Francesco Haym, Nicola », dans Grove Music Online